# Wielersport op de Olympische Zomerspelen 2008 (kwalificatie)
Deze pagina beschrijft de kwalificatie voor het wielersporttoernooi op de Olympische Zomerspelen 2008.

## Overzicht
Legenda
- TS — Team Sprint
- KE — Keirin
- SP — Sprint
- TP — Ploegenachtervolging
- IP — Individuele achtervolging
- MA — Madison
- PR — Puntenkoers
- RR — Wegwedstrijd
- TT — Individuele tijdrit
- Q — Quota
- R — Maximum aantal wielrenners

| Land             | Baan   | Baan   | Baan   | Baan   | Baan   | Baan   | Baan   | Baan    | Baan    | Baan    | Baan   | Baan   | Weg    | Weg    | Weg     | Weg     | MTB | MTB | BMX | BMX | Totaal | Totaal |
| Land             | Mannen | Mannen | Mannen | Mannen | Mannen | Mannen | Mannen | Vrouwen | Vrouwen | Vrouwen | Totaal | Totaal | Mannen | Mannen | Vrouwen | Vrouwen | M   | V   | M   | V   | Q      | R      |
| Land             | TS     | KE     | SP     | TP     | IP     | MA     | PR     | SP      | IP      | PR      | Q      | R      | RR     | TT     | RR      | TT      | M   | V   | M   | V   | Q      | R      |
| ---------------- | ------ | ------ | ------ | ------ | ------ | ------ | ------ | ------- | ------- | ------- | ------ | ------ | ------ | ------ | ------- | ------- | --- | --- | --- | --- | ------ | ------ |
| Algerije         |        |        |        |        |        |        |        |         |         |         |        |        | 1      |        |         |         |     |     |     |     | 1      | 1      |
| Argentinië       |        |        |        |        |        | X      | 1      |         |         |         | 2      | 2      | 3      | 1      |         |         | 1   |     | 2   | 2   |        |        |
| Australië        | X      | 2      | 2      | X      | 2      |        | 1      | 1       | 1       | 1       | 12     | 14     | 5      | 1      | 3       | 1       | 1   | 1   | 3   | 2   | 29     | 28     |
| Oostenrijk       |        |        |        |        |        |        |        |         |         |         |        |        | 2      |        | 3       | 2       | 1   | 1   |     |     |        |        |
| België           |        |        |        |        |        | X      | 1      |         |         |         | 2      | 2      | 5      | 2      | 1       |         | 3   |     |     |     | 13     | 11     |
| Brazilië         |        |        |        |        |        |        |        |         |         |         |        |        | 2      | 1      | 1       |         | 1   | 1   |     |     | 6      | 5      |
| Bulgarije        |        |        |        |        |        |        |        |         |         |         |        |        | 2      |        |         |         |     |     |     |     |        |        |
| Canada           |        |        |        |        |        | X      | 1      |         |         | 1       | 3      | 3      | 3      | 1      | 3       | 1       | 2   | 2   | 1   | 1   |        |        |
| Chili            |        |        |        |        |        |        | 1      |         |         |         | 1      | 1      | 2      |        |         |         | 1   | 1   |     |     |        |        |
| China            | X      | 1      | 1      |        |        |        |        | 1       |         | 1       | 5      | 5      | 1      |        | 3       | 2       | 1   | 2   |     | 1   |        |        |
| Chinees Taipei   |        |        |        |        |        |        | 1      |         |         |         | 1      | 1      |        |        |         |         |     |     |     |     | 1      | 1      |
| Colombia         |        |        |        | X      | 1      |        |        |         | 1       | 1       | 4      | 6      | 3      | 1      |         |         | 1   |     | 3   |     |        |        |
| Costa Rica       |        |        |        |        |        |        |        |         |         |         |        |        | 1      |        |         |         | 1   |     |     |     |        |        |
| Cuba             |        |        |        |        |        |        |        | 1       |         | 1       | 2      | 2      | 1      |        | 1       |         |     |     |     |     |        |        |
| Tsjechië         | X      | 1      | 1      |        |        | X      | 1      |         | 1       | 1       | 7      | 6      | 2      |        |         |         | 1   | 1   | 1   | 1   |        |        |
| Denemarken       |        |        |        | X      | 1      | X      | 1      |         |         | 1       | 5      | 8      | 3      | 1      | 1       |         | 2   |     | 1   | 1   |        |        |
| Duitsland        | X      | 2      | 2      |        |        | X      | 1      |         | 1       | 1       | 9      | 8      | 5      | 2      | 3       | 2       | 3   | 2   |     |     |        |        |
| Ecuador          |        |        |        |        |        |        |        |         |         |         |        |        |        |        |         |         |     |     | 1   |     |        |        |
| El Salvador      |        |        |        |        |        |        |        |         | 1       | 1       | 2      | 1      | 1      |        |         |         |     |     |     |     |        |        |
| Estland          |        |        | 1      |        |        |        |        |         |         |         | 1      | 1      | 2      |        | 1       |         |     |     |     |     | 4      | 4      |
| Frankrijk        | X      | 2      | 2      | X      | 1      | X      | 1      | 1       |         | 1       | 11     | 14     | 5      | 1      | 3       | 2       | 3   | 1   | 2   | 2   |        |        |
| Griekenland      | X      | 2      | 1      |        |        |        |        |         |         |         | 4      | 4      |        |        |         |         |     |     |     |     |        |        |
| Groot-Brittannië | X      | 2      | 2      | X      | 2      | X      | 1      | 2       | 2       | 1       | 15     | 18     | 4      | 1      | 3       | 2       | 2   |     | 1   | 1   |        |        |
| Hongarije        |        |        |        |        |        |        |        |         |         |         |        |        | 2      | 1      |         |         | 1   |     | 1   |     |        |        |
| Hongkong         |        |        |        |        |        |        | 1      |         |         | 1       | 2      | 2      | 1      |        |         |         | 1   |     |     |     | 4      | 4      |
| Ierland          |        |        |        |        | 1      |        |        |         |         |         | 1      | 1      | 2      |        |         |         | 1   |     |     |     | 4      | 4      |
| Iran             |        |        |        |        |        |        |        |         |         |         |        |        | 3      | 1      |         |         |     |     |     |     | 4      | 3      |
| Italië           |        | 1      | 1      |        |        | X      | 1      |         |         | 1       | 5      | 5      | 5      | 2      | 3       | 1       | 2   | 1   | 1   |     |        |        |
| Jamaica          |        | 1      |        |        |        |        |        |         |         |         | 1      | 1      |        |        |         |         |     |     |     |     |        |        |
| Japan            | X      | 2      | 2      |        |        |        | 1      | 1       |         | 1       | 8      | 8      | 2      | 1      | 1       |         | 1   | 1   | 1   |     |        |        |
| Kazachstan       |        |        |        |        |        |        |        |         |         |         |        |        | 2      | 1      | 1       | 1       |     |     |     |     |        |        |
| Kroatië          |        |        |        |        |        |        |        |         |         |         |        |        | 3      | 1      |         |         |     |     |     |     | 4      | 3      |
| Letland          |        |        |        |        |        |        |        |         |         |         |        |        | 2      | 1      |         |         |     |     | 3   |     | 6      | 5      |
| Libië            |        |        |        |        |        |        |        |         |         |         |        |        | 1      |        |         |         |     |     |     |     |        |        |
| Litouwen         |        |        |        |        |        |        |        | 1       | 2       | 1       | 4      | 3      | 2      |        | 3       | 1       |     |     |     |     |        |        |
| Luxemburg        |        |        |        |        |        |        |        |         |         |         |        |        | 3      | 1      |         |         |     |     |     |     | 4      | 3      |
| Maleisië         | X      | 2      | 1      |        |        |        |        |         |         |         | 4      | 4      |        |        |         |         |     |     |     |     |        |        |
| Mexico           |        |        |        |        |        |        |        |         |         | 1       | 1      | 1      | 1      |        | 1       |         |     |     |     |     |        |        |
| Moldavië         |        |        |        |        | 1      |        |        |         |         |         | 1      | 1      | 1      |        |         |         |     |     |     |     |        |        |
| Namibië          |        |        |        |        |        |        |        |         |         |         |        |        | 1      |        |         |         | 1   |     |     |     | 2      | 2      |
| Nederland        | X      | 2      | 2      | X      | 2      | X      | 1      | 2       |         | 1       | 13     | 16     | 5      | 2      | 3       | 2       | 2   | 1   | 3   | 1   |        |        |
| Nieuw-Zeeland    |        |        |        | X      | 1      | X      | 1      |         | 1       | 1       | 6      | 8      | 3      | 1      | 1       |         | 1   | 1   | 1   | 2   |        |        |
| Noorwegen        |        |        |        |        |        |        |        |         |         |         |        |        | 4      |        | 1       |         |     | 2   | 1   |     | 8      | 8      |
| Oekraïne         |        | 1      |        | X      | 2      | X      | 1      |         | 1       | 1       | 8      | 10     | 4      | 1      | 3       |         | 1   |     |     |     |        |        |
| Oezbekistan      |        |        |        |        |        |        |        |         |         |         |        |        | 1      |        |         |         |     |     |     |     | 1      | 1      |
| Polen            | X      | 1      | 1      |        |        |        | 1      |         |         |         | 4      | 4      | 3      | 1      | 1       |         | 1   | 2   |     |     | 12     | 11     |
| Portugal         |        |        |        |        |        |        |        |         |         |         |        |        | 3      | 1      |         |         |     |     |     |     | 4      | 3      |
| Rusland          | X      | 2      | 1      | X      | 2      | X      | 1      |         |         | 1       | 10     | 13     | 5      | 2      | 3       | 1       | 1   | 2   |     |     |        |        |
| Servië           |        |        |        |        |        |        |        |         |         |         |        |        | 2      |        |         |         |     |     |     |     | 2      | 2      |
| Slowakije        |        |        |        |        |        |        |        |         |         |         |        |        | 3      | 1      |         |         |     |     |     |     | 4      | 3      |
| Slovenië         |        |        |        |        |        |        |        |         |         |         |        |        | 4      | 1      | 1       |         |     | 1   |     |     | 7      | 6      |
| Spanje           |        |        |        | X      | 2      | X      | 1      |         |         | 1       | 6      | 9      | 5      | 2      | 3       | 1       | 3   | 1   |     |     |        |        |
| Thailand         |        |        |        |        |        |        |        |         |         |         |        |        |        |        | 1       |         |     |     |     |     | 1      | 1      |
| Tunesië          |        |        |        |        |        |        |        |         |         |         |        |        | 1      |        |         |         |     |     |     |     | 1      | 1      |
| Turkije          |        |        |        |        |        |        |        |         |         |         |        |        |        |        |         |         | 1   |     |     |     | 1      | 1      |
| Uruguay          |        |        |        |        |        |        | 1      |         |         |         | 1      | 1      |        |        |         |         |     |     |     |     | 1      | 1      |
| Verenigde Staten | X      | 1      | 1      |        | 1      | X      | 1      | 1       | 1       | 1       | 9      | 8      | 5      | 2      | 3       | 2       | 2   | 2   | 3   | 1   | 29     | 24     |
| Venezuela        |        |        |        |        |        |        |        |         |         |         |        |        | 1      |        | 2       |         |     |     | 1   |     |        |        |
| Wit-Rusland      |        |        |        |        |        |        | 1      | 1       |         |         | 2      | 2      | 3      | 1      |         |         |     |     |     |     |        |        |
| Zimbabwe         |        |        |        |        |        |        |        |         |         |         |        |        |        |        |         |         | 1   |     |     |     | 1      | 1      |
| Zuid-Afrika      |        |        |        |        |        |        |        |         |         |         |        |        | 3      | 1      | 2       |         | 1   | 1   | 1   |     |        |        |
| Zuid-Korea       |        |        |        |        |        |        |        |         |         | 1       | 1      | 1      | 1      |        | 2       |         |     |     |     |     |        |        |
| Zweden           |        |        |        |        |        |        |        |         |         |         |        |        | 3      | 1      | 3       | 2       | 2   | 1   |     |     |        |        |
| Zwitserland      |        |        |        |        |        | X      | 1      |         | 1       | 1       | 4      | 3      | 2      | 1      | 3       | 2       | 3   | 2   | 1   | 1   |        |        |
| Totaal: 64 NOCs  | 13     | 25     | 21     | 10     | 19     | 16     | 24     | 12      | 13      | 21      | 174    | 197    | 145    | 39     | 67      | 25      | 50  | 30  | 32  | 16  |        |        |

## Kwalificatie tijdlijn
| Toernooi                                   | Datum                         | Locatie            |
| Baan                                       | Baan                          | Baan               |
| ------------------------------------------ | ----------------------------- | ------------------ |
| 2007 UCI "B" Wereldkampioenschap           | 26 juni-1 juli 2007           | Kaapstad           |
| UCI Baan World Cup 2007-2008               | november 2007 - februari 2008 | -                  |
| Wereldkampioenschappen baanwielrennen 2008 | 26-30 maart 2008              | Manchester         |
| UCI Baan ranglijst                         | 30 maart 2008                 | -                  |
| Weg                                        |                               |                    |
| 2007 UCI "B" Wereldkampioenschap 2007      | 26 juni-1 juli 2007           | Kaapstad           |
| Wereldkampioenschap wielrennen 2007        | 25-30 september 2007          | Stuttgart          |
| UCI ProTour 2007                           | 30 oktober 2007               | -                  |
| UCI Africa Tour 2006-2007                  | 30 oktober 2007               | -                  |
| UCI America Tour 2006-2007                 | 30 oktober 2007               | -                  |
| UCI Asia Tour 2006-2007                    | 30 oktober 2007               | -                  |
| UCI Europe Tour 2006-2007                  | 30 oktober 2007               | -                  |
| UCI Oceania Tour 2006-2007                 | 30 oktober 2007               | -                  |
| UCI Vrouwen World Cup 2008                 | 1 juni 2008                   | -                  |
| Mountainbike                               |                               |                    |
| Pan-Amerikaans kampioenschap 2007          | 8-11 maart 2007               | Villa La Angostura |
| 2007 Kampioenschap Oceanië                 | March 23-25, 2007             | Thredbo            |
| Afrikaans kampioenschap 2007               | 28-29 juli 2007               | Windhoek           |
| Aziatisch kampioenschap 2007               | 4-5 augustus 2007             | Suzhou             |
| UCI landenranglijst                        | 31 december 2007              | -                  |
| BMX                                        |                               |                    |
| BMX Wereldkampioenschap 2008               | 29 mei - 1 juni 2008          | Taiyuan            |
| UCI landenranglijst                        | 31 mei 2008                   | -                  |

## Baan
Elk Nationaal Olympisch Comité mag tot 2 atleten per individueel onderdeel inschrijven, met uitzondering van de puntenkoers, waaraan slechts één atleet mag deelnemen. Per ploegenonderdeel mag één ploeg ingeschreven worden.
Winnaars van het WK, World Cup en "B" WK's kwalificeerden zich automatisch (niet overdraagbare plaatsing), net zoals de best geklasseerde atleten op UCI ranglijst van 30 maart 2008. Beschikbare plaatsen die uiteindelijk niet door een land worden ingevuld, kunnen door de Olympische tripartitecommissie aan een land naar keuze beschikbaar worden gesteld.

### Mannen Sprint
| Toernooi                                          | Team Sprint                                      | Keirin | Sprint                                                                                     |
| ------------------------------------------------- | ------------------------------------------------ | --- | ------------------------------------------------------------------------------------------ |
| Wereldkampioenschap                               | FRA                                              | GBR Chris Hoy | GBR Chris Hoy                                                                              |
| World Cup                                         | -*                                               | -* | FRA Kevin Sireau                                                                           |
| "B" Wereldkampioenschap                           | -                                                | RSA Gadi Chait | EST Daniel Novikov                                                                         |
| UCI ranglijst                                     | AUS NED GBR CHN GER GRE RUS JPN MAS USA CZE POL* | FRA Arnaud Tournant NED Teun Mulder GRE Christos Volikakis AUS Ryan Bayley ITA Roberto Chiappa JPN Toshiaki Fushimi GER Carsten Bergemann MAS Josiah Ng Onn Lam JAM Ricardo Lynch RUS Sergey Borisov* UKR Andriy Vynokurov** | ITA Roberto Chiappa AUS Ryan Bayley JPN Kazunari Watanabe NED Theo Bos GER Maximilian Levy |
| 1 wielrenner van ieder gekwalificeerd sprint team | -                                                | FRA AUS NED GBR CHN GER GRE RUS JPN MAS USA CZE POL | FRA AUS NED GBR CHN GER GRE RUS JPN MAS USA CZE POL                                        |
| Totaal                                            | 13                                               | 25 | 21                                                                                         |

* Aangezien de leider van de World Cup zich via het wereldkampioenschap plaatste, kwalificeerde zich ook de volgende atleet van de wereldranglijst.
** Zuid-Afrika vervangen door de volgende atleet van de wereldranglijst.

### Mannen Achtervolging
| Toernooi                                                 | Ploeg                                | Individueel |
| -------------------------------------------------------- | ------------------------------------ | --- |
| Wereldkampioenschap                                      | GBR                                  | GBR Bradley Wiggins |
| World Cup                                                | -*                                   | UKR Volodymyr Djoedja |
| "B" Wereldkampioenschap                                  | -                                    | MDA Alexandr Pljoesjin |
| UCI ranglijst                                            | DEN AUS NZL NED ESP UKR RUS FRA COL* | NED Jenning Huizenga USA Taylor Phinney AUS Phillip Thuaux ESP Sergi Escobar Roure RUS Alexander Serov IRL David O'Loughlin |
| 1 wielrenner van ieder gekwalificeerd achtervolgingsteam | -                                    | GBR DEN AUS NZL NED ESP UKR RUS FRA COL                                                                                     |
| Totaal                                                   | 10                                   | 19 |

* Aangezien de leider van de World Cup zich via het wereldkampioenschap plaatste, kwalificeerde zich ook de volgende atleet van de wereldranglijst.

### Mannen Puntenwedstrijden
| Toernooi                                           | Madison                                                 | puntenkoers |
| -------------------------------------------------- | ------------------------------------------------------- | --- |
| Wereldkampioenschap                                | GBR                                                     | BLR Vasili Kiryienka |
| World Cup                                          | DEN                                                     | GBR Chris Newton |
| "B" Wereldkampioenschap                            | -                                                       | BUL Radoslav Konstantinov* |
| UCI ranglijst                                      | BEL SUI NED GER USA ITA ESP ARG RUS FRA CZE NZL UKR CAN | AUS Cameron Meyer POL Rafal Ratajczyk JPN Makoto Iijima HKG Wong Kam-Po URU Milton Wynants Vazquez CHI Marco Antonio Arriagada TPE Feng Chun Kai* |
| 1 wielrenner van ieder gekwalificeerd madison team | -                                                       | DEN BEL SUI NED GER USA ITA ESP ARG RUS FRA CZE NZL UKR CAN                                                                                       |
| Totaal                                             | 16                                                      | 24 |

* Bulgarije vervangen door de volgende atleet van de wereldranglijst.

### Vrouwen
| Toernooi                                    | Sprint | Individuele achtervolging | Puntenkoers |
| ------------------------------------------- | --- | --- | --- |
| Wereldkampioenschap                         | GBR Victoria Pendleton | GBR Rebecca Romero | NED Marianne Vos |
| World Cup                                   | NED Willy Kanis | LTU Vilija Sereikaitė | CHN Li Yan |
| "B" Wereldkampioenschap                     | JPN Sakie Tsukuda | ESA Evelyn Garcia | JPN Satomi Wadami |
| UCI ranglijst                               | USA Jennie Reed GBR Victoria Pendleton NED Willy Kanis FRA Clara Sanchez LTU Simona Krupeckaitė CHN Guo Shuang CUB Lisandra Guerra BLR Natallia Tsylinskaya AUS Anna Meares | GBR Rebecca Romero USA Sarah Hammer LTU Vilija Sereikaitė UKR Lesja Kalitovska AUS Katie Mactier COL Maria Luisa Calle NZL Alison Shanks CZE Lada Kozlikova GER Verena Joos SUI Karin Thürig | ITA Vera Carrara CUB Yoanka Gonzalez HKG Wong Wan Yiu ESP Leire Olaberria DEN Trine Schmidt RUS Olga Sljoesarjova FRA Pascale Jeuland CAN Gina Grain KOR Lee Min-Hye MEX Belem Guerrero                        |
| alle individuele achtervolging wielrensters | - | - | GBR Rebecca Romero LTU Vilija Sereikaitė ESA Evelyn Garcia USA Sarah Hammer UKR Lesja Kalitovska AUS Katie Mactier COL Maria Luisa Calle NZL Alison Shanks CZE Lada Kozlikova GER Verena Joos SUI Karin Thürig |
| Totaal                                      | 12 | 13 | 24 |

## Weg
Per NOC konden zich maximaal 5 mannen en 3 vrouwen kwalificeren via de UCI ranglijst, overige NOCs mochten 2 mannen en 2 vrouwen inschrijven. Beschikbare plaatsen die uiteindelijk niet door een land werden ingevuld, konden door de Olympische tripartitecommissie aan een land naar keuze beschikbaar werden gesteld.

### Mannen wegwedstrijd
| Toernooi                | Landenrangschikking                     | Gekwalificeerd | Atleten per NOC |
| ----------------------- | --------------------------------------- | --- | --------------- |
| UCI ProTour             | 1 t/m 10                                | ESP ITA AUS RUS GER NED BEL USA FRA | 5               |
| UCI ProTour             | 1 t/m 10                                | LUX | 3*              |
| UCI ProTour             | 11 t/m 15                               | GBR SLO NOR UKR | 4               |
| UCI ProTour             | 11 t/m 15                               | SWE | 3**             |
| UCI ProTour             | alle individueel geplaatste wielrenners | CHN Li Fuyu | 1**             |
| UCI Africa Tour         | 1e                                      | RSA | 3               |
| UCI Africa Tour         | 2e                                      | TUN | 1**             |
| UCI Africa Tour         | individuele top 5                       | LBA Mohamed Ali Ahmed | 1**             |
| UCI America Tour        | 1 t/m 3                                 | ARG CAN COL | 3               |
| UCI America Tour        | 4 t/m 6                                 | BRA | 2               |
| UCI America Tour        | 4 t/m 6                                 | VEN MEX | 1**             |
| UCI America Tour        | individuele top 20                      | CRC Henry Raabe CUB Pedro Pablo Pérez | 1**             |
| UCI Asia Tour           | 1e                                      | IRI | 3               |
| UCI Asia Tour           | 2 t/m 4                                 | JPN KAZ | 2               |
| UCI Asia Tour           | 2 t/m 4                                 | HKG | 1**             |
| UCI Asia Tour           | individuele top 5                       | KOR Park Sung-Baek | 1**             |
| UCI Europe Tour         | 1 t/m 6                                 | POL POR SVK CRO DEN BLR | 3               |
| UCI Europe Tour         | 7 to 16                                 | AUT EST LTU SUI BUL CZE LAT SRB HUN IRL | 2               |
| UCI Oceania Tour        | 1e                                      | NZL | 3               |
| "B" Wereldkampioenschap | individuele top 5                       | NAM Erik Hoffmann MDA Alexandr Pljoesjin ALG Hichem Chaabane CHI Richard Rodriguez UZB Vladimir Tuychiev CHI Juan Francisco Cabrera* ESA Mario Contreras* | Up to 2         |
| Totaal                  |                                         | | 145             |

* Luxemburg heeft maar 3 wielrenners in de ProTour, de overige plaatsen worden verdeeld over teams bij het "B" wereldkampioenschap.
** In wedstrijden waarbij individuele wielrenners zich konden kwalificeren, verliezen teams waarvan zich meer dan één wielrenner kwalificeerde kwalificatieplaatsen, zodat er niet te veel wielrenners zouden deelnemen. Zweden, Tunesië, Venezuela, Mexico en Hongkong verliezen ieder één quotumplaats aan China, Libië, Costa Rica, Cuba en Zuid-Korea.

### Mannen individuele tijdrit
| Toernooi            | Landenrangschikking | Gekwalificeerd | Atleten per NOC |
| ------------------- | ------------------- | --- | --------------- |
| UCI ProTour         | 1 t/m 10            | ESP ITA AUS RUS LUX GER NED BEL USA FRA | 1               |
| UCI Africa Tour     | 1e                  | RSA | 1               |
| UCI America Tour    | 1 t/m 4             | ARG CAN BRA COL | 1               |
| UCI Asia Tour       | top 2               | IRI JPN | 1               |
| UCI Europe Tour     | 1 t/m 7             | POL SLO POR SVK CRO DEN UKR | 1               |
| UCI Oceania Tour    | 1e                  | NZL | 1               |
| Wereldkampioenschap | individuele top 15  | SUI Fabian Cancellara HUN László Bodrogi NED Stef Clement GER Bert Grabsch RUS Vladimir Goesev ESP José Iván Gutiérrez KAZ Andrej Mizoerov BLR Vasil Kiryjenka GBR Bradley Wiggins BEL Dominique Cornu USA David Zabriskie LAT Raivis Belohvoščiks ITA Marco Pinotti SWE Gustav Larsson FIN Matti Helminen* | 1               |
| Totaal              |                     | | 40              |

* Finland heeft zich niet geplaatst voor de individuele wegwedstrijd. Alleen wielrenster die deelnemen aan de weg-, baan-, mountainbike- of BMX-wedstrijden kunnen zich kwalificeren voor de individuele tijdrit.
Australië heeft twee plaatsen op de individuele tijdrit.

### Vrouwen wegwedstrijd
| Toernooi                | Landenrangschikking | Gekwalificeerd | Atleten per NOC |
| ----------------------- | ------------------- | --- | --------------- |
| World Tour Rankings     | 1 t/m 16            | NED GER ITA USA AUS SWE SUI LTU GBR FRA RUS AUT ESP CAN CHN UKR                                                                       | 3               |
| World Tour Rankings     | 17 t/m 24           | VEN RSA | 2               |
| World Tour Rankings     | 17 t/m 24           | NZL BEL JPN MEX BRA DEN | 1*              |
| World Tour Rankings     | individuele top 100 | EST Grete Treier CUB Yumari Gonzalez Valdivieso POL Maja Wloszczowska NOR Anita Valen-De Vries SLO Sigrid Corneo KAZ Zoelfia Zabirova | 1*              |
| "B" Wereldkampioenschap | top 3               | KOR Sung Eun-Go KOR Hae Ok-Jeong THA Thatsani Wichana                                                                                 | 1 of 2          |
| Totaal                  |                     | | 67              |

* Aangezien andere quotum plaatsen zijn toegekend aan geplaatste wielrensters wordt het aantal quotumplaatsen voor best geklasseerde NOCs verminderd om het totale aantal wielrensters constant te houden.

### Vrouwen individuele tijdrit
| Toernooi            | Landenrangschikking | Gekwalificeerd | Atleten per NOC |
| ------------------- | ------------------- | --- | --------------- |
| World Tour Rankings | 1 t/m 15            | NED GER ITA USA AUS SWE SUI LTU GBR FRA RUS AUT ESP CAN CHN | 1               |
| Wereldkampioenschap | top 10              | GER Hanka Kupfernagel USA Kristin Armstrong AUT Christiane Söder SUI Priska Doppmann FRA Jeannie Longo-Ciprelli GBR Emma Pooley CHN Li Meifang NED Mirjam Melchers KAZ Zoelfia Zabirova SWE Susanne Ljungskog | 1               |
| Totaal              |                     | | 25              |

## Mountainbike
Per NOC mogen maximaal 3 mannen en 2 vrouwen deelnemen. Beschikbare plaatsen die uiteindelijk niet door een land worden ingevuld, kunnen door de Olympische tripartitecommissie aan een land naar keuze beschikbaar worden gesteld.

### Mannen
| Toernooi                 | Landenrangschikking | Gekwalificeerd                                              | Atleten per NOC |
| ------------------------ | ------------------- | ----------------------------------------------------------- | --------------- |
| UCI Landenrangschikking  | 1 t/m 5             | FRA SUI ESP BEL GER                                         | 3               |
| UCI Landenrangschikking  | 6 t/m 13            | USA NED SWE CAN AUT** DEN ITA GBR                           | 2               |
| UCI Landenrangschikking  | 14 t/m 24           | CZE NZL AUS POL RUS COL UKR BRA CHI RSA IRL HUN* TUR* JPN** | 1               |
| Afrikaans kampioenschap  | top 2               | NAM Mannie Heymans ZIM Antipas Kwari                        | 1               |
| Amerikaans kampioenschap | top 2               | ARG Luciano Caracioli CRC Paolo Montolla Castillo           | 1               |
| Aziatisch kampioenschap  | top 2               | CHN Ji Junhua HKG Chan Chun Hing                            | 1               |
| Kampioenschap Oceanië    | top 2*              |                                                             | 1               |
| Totaal                   |                     |                                                             | 50              |

* Aangezien zowel Australië als Nieuw-Zeeland (enige landen die deelnamen aan het kampioenschap van Oceanië) zich kwalificeerden via de wereldranglijst, konden de twee volgende landen op de wereldranglijst (Hongarije en Turkije) een deelnemer inschrijven.
** Oostenrijk had recht op 2 quotum plaatsen, maar schreef slechts één deelnemer in, waardoor het volgende land op de wereldranglijst (Japan) ook een deelnemer mocht inschrijven.

### Vrouwen
| Toernooi                 | Landenrangschikking | Gekwalificeerd                          | Atleten per NOC |
| ------------------------ | ------------------- | --------------------------------------- | --------------- |
| UCI Landenrangschikking  | 1 t/m 8             | CHN GER USA CAN NOR POL RUS SUI         | 2               |
| UCI Landenrangschikking  | 9 t/m 18            | FRA CZE ESP SLO NED AUT NZL ITA SWE BRA | 1               |
| Afrikaans kampioenschap  | 1e                  | RSA Yolande Speedy                      | 1               |
| Amerikaans kampioenschap | 1e                  | CHI Francisca Campos                    | 1               |
| Aziatisch kampioenschap  | 1e                  | JPN Rie Katayama                        | 1               |
| Kampioenschap Oceanië    | 1e                  | AUS Tory Thomas                         | 1               |
| Totaal                   |                     |                                         | 30              |

## BMX
Per NOC kunnen zich maximaal 3 mannen en 2 vrouwen kwalificeren via de UCI ranglijst, overige NOCs mogen 1 man en 1 vrouw inschrijven. De Olympische tripartitecommissie heeft de mogelijkheid om bij de mannen twee en bij de vrouwen één land uit te nodigen om een sporter af te vaardigen. Dit zijn normaliter landen met een historisch gezien klein aantal deelnemers aan de Spelen.

### Mannen
| Toernooi                        | Landenrangschikking | Gekwalificeerd                         | Atleten per NOC |
| ------------------------------- | ------------------- | -------------------------------------- | --------------- |
| UCI Landenrangschikking         | 1 t/m 5             | USA AUS LAT NED COL                    | 3               |
| UCI Landenrangschikking         | 6 t/m 8             | FRA ARG NZL1                           | 2               |
| UCI Landenrangschikking         | 9 t/m 11            | CZE VEN ECU                            | 1               |
| UCI Wereldkampioenschap         | 1 t/m 6             | RSA ITA GBR SUI DEN CAN NOR2 HUN2 JPN2 | 1               |
| Uitnodiging tripartitecommissie | 23                  | -                                      | 31              |
| Totaal                          |                     |                                        | 32              |

1: Nieuw-Zeeland had 2 quotum plaatsen, maar stuurt slechts één deelnemer.
2: De overgebleven plaatsen werden verdeeld via het wereldkampioenschap.
3: De tripartitecommissie heeft uiteindelijk geen plaatsen toegekend.

### Vrouwen
| Toernooi                | Landenrangschikking | Gekwalificeerd  | Atleten per NOC |
| ----------------------- | ------------------- | --------------- | --------------- |
| UCI Landenrangschikking | 1 t/m 4             | FRA NZL AUS ARG | 2               |
| UCI Landenrangschikking | 5 t/m 8             | CZE USA NED CAN | 1               |
| UCI Wereldkampioenschap | 1 t/m 3             | GBR DEN SUI     | 1               |
| Uitnodiging             | 1                   | CHN             | 1               |
| Totaal                  |                     |                 | 16              |

Atletiek · 
Badminton · 
Basketbal · 
Boksen · 
Boogschieten · 
Gewichtheffen ·
Gymnastiek · 
Handbal · 
Hockey · 
Honkbal · 
Judo · 
Kanovaren · 
Moderne vijfkamp · 
Paardensport · 
Roeien ·
Schermen · 
Schietsport ·
Schoonspringen ·
Softbal ·
Synchroonzwemmen ·
Taekwondo ·
Tafeltennis ·
Tennis ·
Triatlon ·
Voetbal · 
Volleybal ·
Waterpolo ·
Wielersport · 
Worstelen ·
Zeilen ·
Zwemmen